# Andy Hollis
Andy Hollis é um designer, reconhecido principalmente pelos seus jogos de simulação de combates aéreos. Começou sua carreira na MicroProse, onde foi responsável por jogos como Kennedy Approach, Gunship, F-15 Strike Eagle II, F-19 Stealth Fighter, e F-15 Strike Eagle III. Se juntou a Origin Systems, onde foi o responsável por criar o ramo da Eletronic Arts Jane's Combat Simulations e alguns dos seus simuladores de voo, como AH-64D Longbow, Longbow 2 e Jane's F-15. Quando a Origin se focou em jogos online, ele foi movido para outros ramos e trabalhou em jogos NASCAR e da série Harry Potter.